# Дорожня поліція Техасу
Дорожня поліція Техасу (англ. Texas Highway Patrol) — правоохоронний орган американського штату Техас. Її основними обов'язками є законів штату про дорожній рух та закону про комерційні автомобілі. Але офіцери дорожньої поліції мають повноваження щодо всіх законів штату будь-де на його території. Дорожня поліція Техасу також охороняє будівлю Капітолія штату Техас та губернатора Техасу. У 1929 році там працювало лише 60 офіцерів, а зараз дорожня поліція значно виросла в розмірах щоб відповідати різкому зростанню кількості транспортних засобів та сучасним загрозам безпеці. Департамент громадської безпеки Техасу, а зокрема Дорожня поліція Техасу є де-факто поліцією штату.
Станом на 2015 рік в Дорожній поліції Техасу працює 2 162 офіцери і більше 2 500 цивільного персоналу, що становить приблизно 60 % персоналу Департаменту громадської безпеки Техасу. Не зважаючи на розмір дорожньої поліції, її унікальне ім'я та функції, багато техасців називають дорожню поліцію Департаментом громадської безпеки і навіть не підозрюють про існування першого.

## Історія

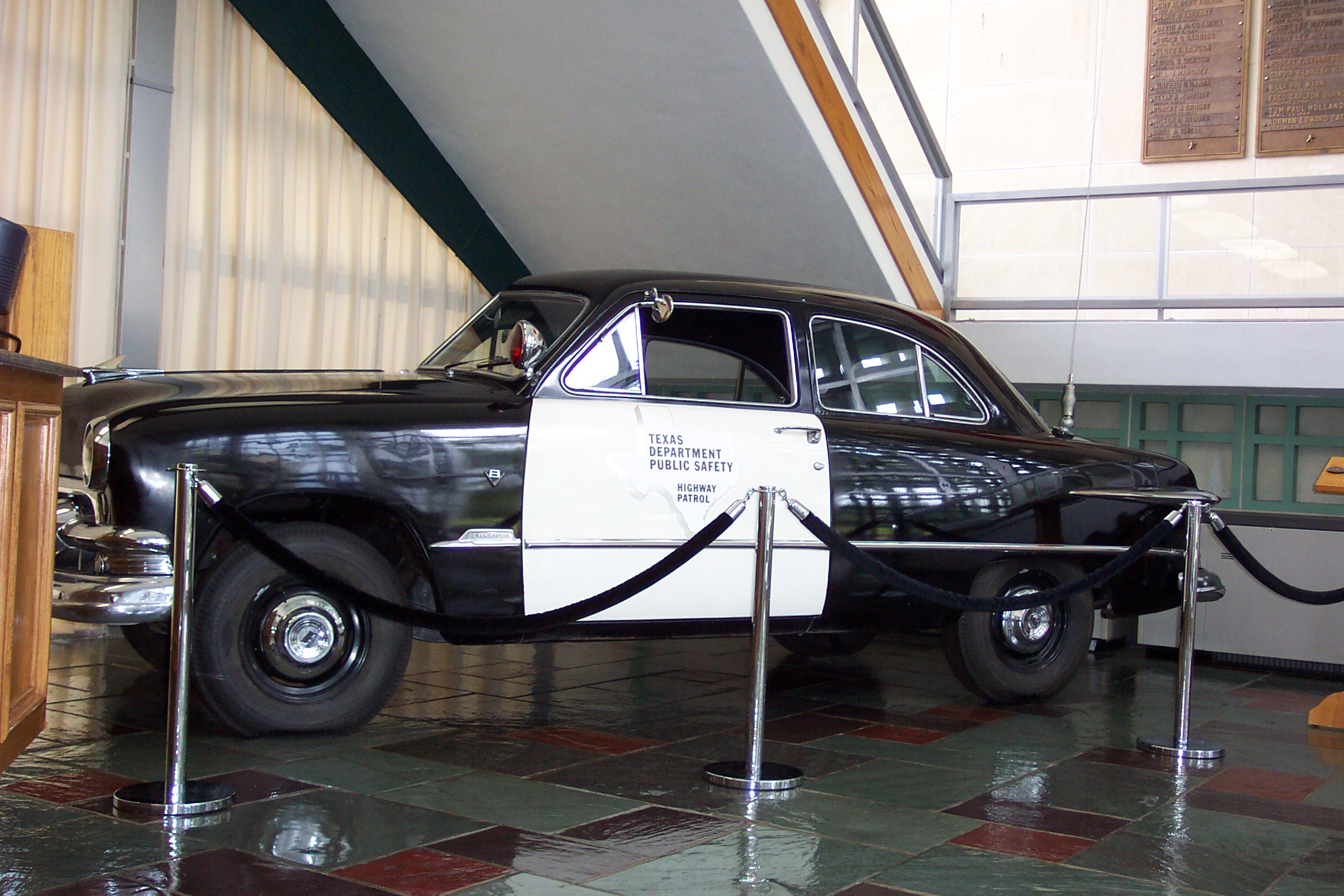
машина Дорожньої поліції Техасу в 1953 р.

Дорожня поліція Техасу була заснована в 1929 році як Моторизована дорожня поліція, другий після Техаських рейнджерів, створених в 1823, правоохоронний орган рівня штату в Техасі. У рік створення там працювало лише 60 офіцерів, яких називали «інспекторами». Вони здійснювали патрулювання на мотоциклах, часто в парах. Через це було досить поширеним явище коли офіцери відвозили порушників до відділку або в'язниці на машині порушників, а потім поверталися за мотоциклом, який залишили на узбіччі. Коли в 1935 році був створений Департамент громадської безпеки Техасу, Моторизована дорожня поліція була включена в його склад та перейменована в свою сучасну назву. Використання мотоциклів було припинене в після Другої світової війни і автомобілі стали головним транспортом дорожньої поліції. Двостороннє радіо та телетайп також з'явилися наприкінці 40-х дозволяючи офіцерам тримати зв'язок з регіональними диспетчерськими центрами. В 1949 році був створений Авіаційний відділ з одним однодвигуновим літаком, що базувався в Остіні.
У 60-х почали з'являтися нові технології, наприклад поліцейські радари. В 70-х спробували повернути мотоцикли, але ідею швидко відкинули, бо мотоцикли виявилися ненадійними.

## Організація
В дорожній поліції є поділ штату на 7 регіонів та 19 районів:
- Регіон I: Даллас

Район A: Даллас
Район B: Тайлер
Район C: Хьорст
Район D: Маунт-Плезант
- Регіон II: Х'юстон

Район A: Х'юстон
Район B: Бомонт
Район C: Конро
Район D: Брайан
- Регіон III: Мак-Аллен

Район A: Мак-Аллен
Район B: Ларедо
Район C: Корпус-Крісті
- Регіон IV: Ель-Пасо

Район A: Мідленд
Район B: Ель-Пасо
- Регіон V: Лаббок

Район A: Лаббок
Район B: Амарилло
Район C: Абілін
- Регіон VI: Сан-Антоніо

Район A: Сан-Антоніо
Район B: Остін
Район C: Вейко
- Регіон VII: Остін — спеціальний регіон, який займається охороною Капітолія штату Техас, маєтку губернатора та губернатора Техасу.

Подальше є складним. Райони поділяються на два або три підрайони, за кожним з яких наглядає один чи більше лейтенантів, підрайони діляться на патрульні зони, що складаються з одного чи двох округів, залежно від їхньої території та населення. Патрульні зони наглядаються сержантами. Капітани наглядають за районами, а майори за регіонами.
Карти поділу регіонів та районів відрізняються в різних відділах, іноді створюючи ситуації коли одна і та сама територія входить до кількох патрульних зон. Карти поділу Дорожньої поліції Техасу, Техаський рейнджерів та Відділу кримінальних розслідувань відрізняються між собою. Дорожня поліція поділяє штат на пронумеровані цифрами регіони, рейнджери поділяють штат на «компанії» пронумеровані літерами.

## Підготовка офіцерів
Курсанти розміщуються в штаб-квартирі дорожньої поліції в Остіні, де і тренуються, а також відвідують автомобільний та вогнепальний полігони в окрузі Вільямсон, що на північ від Остіна. Академія є парамілітарною з високими фізичними та інтелектуальними вимогами. Навчання триває від 18 до 28 тижнів. Зазвичай навчання відбуваються два рази на рік, але це може бути змінене директором Департаменту громадської безпеки за потреби. Навчання включає поводження зі зброєю, розслідування інцидентів, самозахист, водіння під час переслідування та інтенсивну фізичну підготовку. Також відбуваються тренінги з розпізнавання підробних документів, тренінги з законів та етики. Через складність навчання деякі класи закінчували навчання у кількості менше 20 % від початкової.
Випускники можуть вибрати місце своєї роботи зі списку відділків, хоча остаточне рішення приймає керівництво Департаменту громадської безпеки. Пріоритет надається одруженим випускникам, але тим не менш, майже всі вони направляються туди, куди бажають. Після року успішної служби поліцейський може попросити перевести його в інший відділок.

## Обов'язки
- Захищають закони штату про дорожній рух патрулюючи автотраси та виписуючи штрафи порушникам.
- Арештовують нетверезих водіїв та розшукуваних злочинців.
- Виїжджають на дорожні аварії в сільській місцевості, розслідують та задокументовують їх.
- Охороняють Капітолій штату Техас та губернатора.
- Перевіряють вантаж та водіїв комерційних автомобілів.
- Допомагають іншим підрозділам Департаменту громадської безпеки з розслідуваннями, зокрема пов'язаних з наркотиками.
- Влаштовують тренінги для громадян з безпеки на дорозі.
- Здійснюють правоохоронну діяльність по всьому штату, особливо в сільській місцевості.
- Беруть участь в роботі спеціальних підрозділів, таких як регіональні команди спецназу та морські патрулі.

Не зважаючи на те, що основною задачею дорожньої поліції є захист законів штату про дорожній рух, в деяких віддалених територіях офіцери дорожньої поліції виконують всі поліцейські функції через невеличкий розмір місцевих правоохоронних органів. Зокрема на таких територіях офіцери реагують на дзвінки громадян, виконують ордери, патрулюють кордон з Мексикою, проводять розслідування та інше.
Офіцери дорожньої поліції, які виконують всі поліцейські функції є дуже поширеним явищем в деяких сільських місцевостях Техасу. Наприклад, в округах Пресидіо, Джефф-Девіс та Брюстер з сумарним населенням приблизно 19 000 осіб та 11 км міжштатних автотрас більше офіцерів Дорожньої поліції Техасу, ніж в окрузі Таррант із населенням близько 2 млн осіб та сотнями кілометрів міжштатних, федеральних та техаських автотрас.
На деяких інших територіях дорожня поліція допомагає іншим правоохоронним органам, наприклад Прикордонно-митній службі США, Єгерській службі Техасу та різним місцевим правоохоронним органам.

### Спеціальні відділи
- Тактична морська бригада: складається з шести патрульних суден з озброєнням, що використовуються для перехоплення наркоторговців і контрабандистів уздовж Ріо-Гранде і для боротьби з мексиканськими наркокартелями.
- Велосипедний патруль: складається з восьми офіцерів, які патрулюють комплекс Капітолія Техасу.
- Мотоциклетний патруль: створили як експериментальний в 2012 році. Зараз повноцінний відділ, декілька офіцерів якого патрулюють комплекс Капітолія Техасу.
- Кінний патруль: створений в 2014 році. Складається з трьох коней та чотирьох офіцерів, які патрулюють комплекс Капітолія Техасу[2].
- Водолазний відділ: складається з професійних водолазів, які спеціалізуються на пошуку та піднятті речових доказів, трупів та іншого з дна річок та озер.
- Авіаційний відділ: складається з багатьох літаків, розташованих по всьому штату.
- Команди спеціального реагування - спеціальні треновані команди, по одній в кожному регіоні, які виконують високоризиковані обшуки та арешти, а також діють в випадках коли є барикади або заручники[3].
- Кінологічний відділ: Складається з декількох офіцерів по всьому штату, в кожного з яких є собака натренована знаходити небезпечні і заборонені речовини та ловити небезпечних втікачів.

## Прикордонні операції
Із 2006 року Дорожня поліція Техасу бере участь в операціях «Захисник» та «Прикордонна зірка», початими губернатором Ріком Перрі для посилення охорони кордону з Мексикою. Обов'язком дорожньої поліції в операції «Прикордонна зірка» є надсилання великої кількості офіцерів в прикордонні округи для зупинення напливу наркоторговців та контрабандистів з Мексики. План передбачає, що кожний офіцер приблизно тиждень послужить біля кордону, особливо в південній частині Техасу. Також були схожі операції «Ріо-Гранде» в 2006 та «Сперечальник» в 2007.
Ці операції зазнали критики. Багато офіцерів отримали поранення під час переслідувань та перестрілок з мексиканськими картелями. З січня 2005 до червня 2009 в окрузі Ідальго відбулося 656 переслідувань за участі офіцерів Дорожньої поліції Техасу. Це в 30 більше середньої кількості в інших округах. При цьому було затримано лише 40 % переслідуваних. Деякі експерти також ставлять під питання агресивну тактику переслідувань дорожньої поліції, а саме стрільбу по шинам та виставлення огорож. Суперечки щодо ролі зброї в переслідуваннях значно посилилися жовтні 2012, після того як офіцер дорожньої поліції з гелікоптера відкрив вогонь по машині переслідуваного перевізника наркотиків та випадково вбив двох нелегальних іммігрантів, які ховалися в його машині.
Не зважаючи на критику, операція «Прикордонна зірка» та інші подібні призвели до багатьох великих вилучень наркотиків. Також відбулися великі вилучення прибутків від продажу наркотиків, вогнепальної зброї та викрадених автомобілів. Присутність правоохоронних органів в прикордонних округах значно збільшилась. Наприклад, відділення Департаменту громадської безпеки Техасу в окрузі Ідальго збільшилось з 20 до 60 постійний офіцерів. Жоден офіцер дорожньої поліції чи інший працівник Департаменту громадської безпеки не був вбитий під час операції. В 2014 році операція «Прикордонна зірка» була замінена операцією «Сильний захист».

## Статистика

### Загальна
- Серед всіх правоохоронних агентств рівня штату, Дорожня поліція Техасу має найменше відношення кількості офіцерів до населення штату. Показник в 8 офіцерів на 100 000 населення значно відстає від середньодержавного показника 23 офіцери на 100 000 населення.
- Згідно аудиту 2010 року заробітна плата офіцерів дорожньої поліції на 20 % менша ніж заробітна плата офіцерів інших правоохоронних органів штату. Це також призводить до зменшення кількості офіцерів із року в рік.
- В період 2001—2013 Дорожня поліція Техасу здійснила 35 803 978 зупинок транспорту, з яких 12 846 418 мали наслідком штрафи та 20 983 777 мали наслідком попередження[6].
- Тільки в трьох роках (2001, 2002, 2005) кількість штрафів перевищила кількість попереджень. Зазвичай тільки 36 % зупинок транспорту закінчуються штрафом.
- В 2013 році офіцери дорожньої поліції здійснили розслідування 65 096 ДТП, що складає 15 % від всіх ДТП в штаті[7].

### Демографія
Стать:
- Чоловіки — 95 %
- Жінки — 5 %

Расовий склад:
- Білі — 66 %
- Латиноамериканці — 22 %
- Афроамериканці — 11 %
- Азіати — 1 %

### Загиблі офіцери
З моменту заснування дорожньої поліції 84 офіцери загинули під час виконання обов'язків.
Причини смерті:
| Причина смерті                 | Кількість |
| ------------------------------ | --------- |
| Стрілянина                     | 25        |
| Автомобільні аварії            | 24        |
| Збиті машиною                  | 16        |
| Мотоциклетні аварії            | 6         |
| Переслідування                 | 5         |
| Випадкові постріли             | 2         |
| Серцеві напади                 | 2         |
| Збиті потягом                  | 2         |
| Нещасний випадок на тренуванні | 1         |
| Природна катастрофа            | 1         |

## Уніформа
Офіцери Дорожньої поліції Техасу носять форму пісочного кольору, відому як «Texas Tan». Вони носять довгі штани з блакитною смугою і червоним кантом; сорочку з блакитними, з червоним кантом, погонами та нашивками, на яких зображена емблема Дорожньої поліції Техасу на червоному фоні; чорний пояс для зброї та іншого обладнання зі срібною пряжкою; значок, який нагадує значок техаських рейнджерів «зірка в колі», з блакитним фоном та номером значка написаним блакитними цифрами в центрі.
Дорожня поліція Техасу є єдиним правоохоронним органом в США, офіцери якого носять Ковбойські капелюхи. Парадна форма така сама як і патрульна, але з синьою краваткою, довгими рукавами та ковбойськими чоботами. Форма для урочистостей також включає білі рукавички, білий комір та червоний аксельбант на лівому плечі.
Перша уніформа складалась з сіро-блакитної сорочки, коричневих штанів, чорних мотоциклетних чобіт, краватки, пояса-портупеї, кашкета та ромбоподібного значка. Нашивка була круглою та була тільки на лівому плечі. Сучасну форму було запроваджено в 1960 році. З середини 2000-х в усьому Департаменті громадської безпеки запроваджуються стандартизовані нашивки, колір яких означає певний відділ. Офіцери дорожньої поліції носять червоні нашивки з синіми літерами.

## Звання
| Звання                                                | Знак |
| ----------------------------------------------------- | ---- |
| Директор Департаменту громадської безпеки (полковник) |      |
| Керівник дорожньої поліції (підполковник)             |      |
| Майор                                                 |      |
| Капітан                                               |      |
| Лейтенант                                             |      |
| Сержант                                               |      |
| Капрал                                                |      |
| Офіцер                                                |      |

## Транспортні засоби

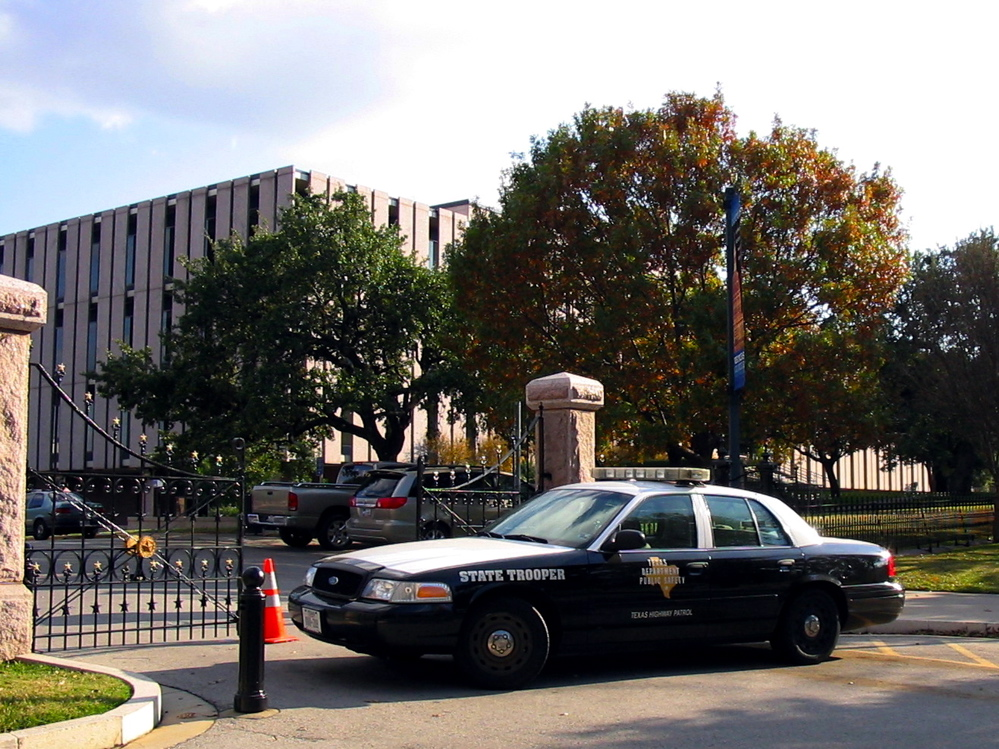
Автомобіль Дорожньої поліції Техасу

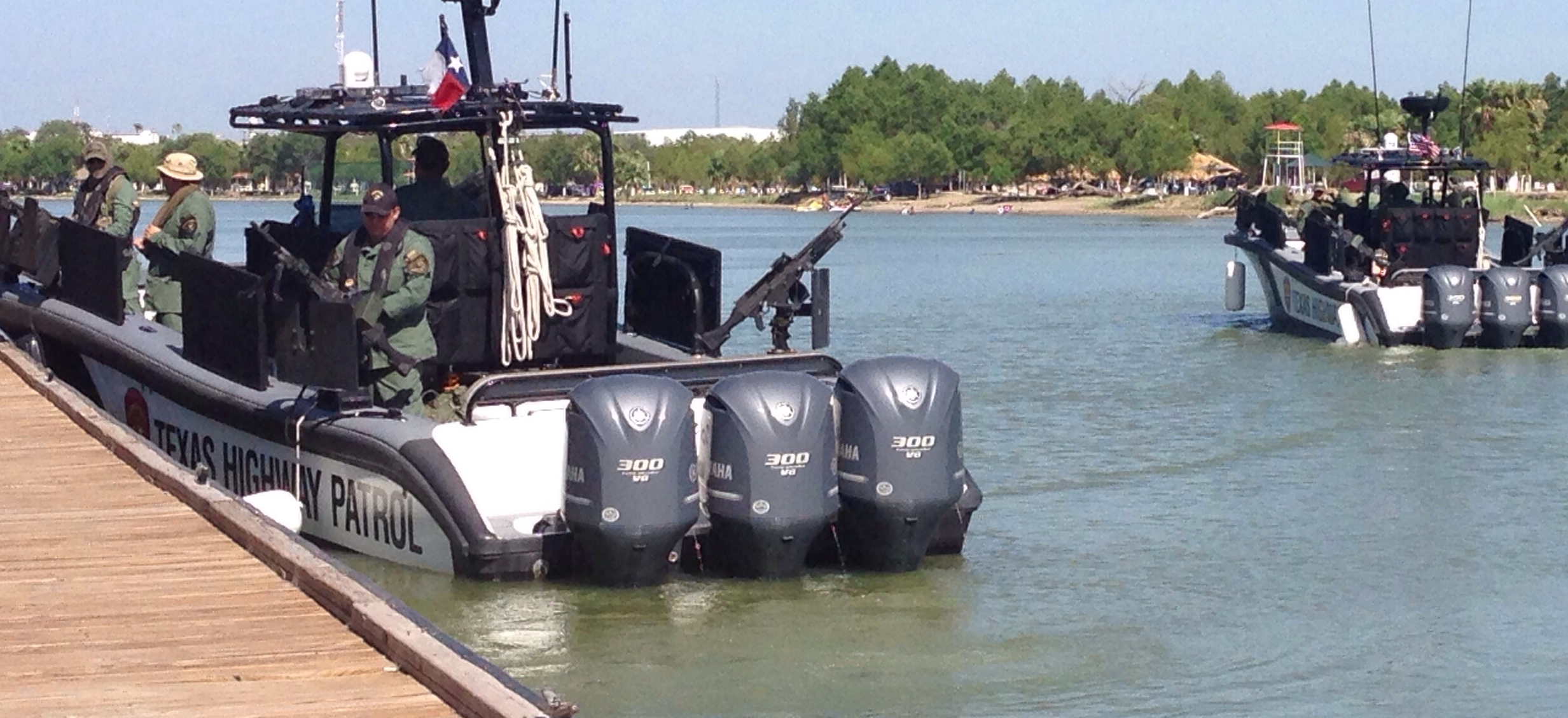
Човен Дорожньої поліції Техасу

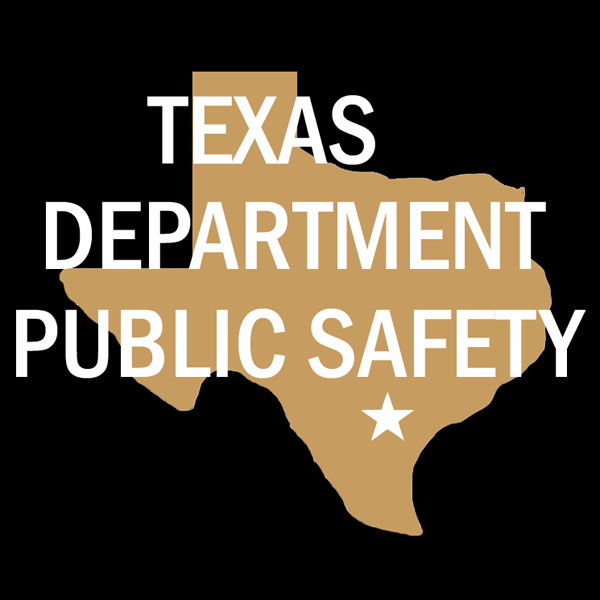
Зображення на дверях автомобілів Дорожньої поліції Техасу

Дорожня поліція Техасу використовує різноманітні транспортні засоби для патрулювання та інших завдань. Спочатку патрулювання проводилось на мотоциклах, але від них відмовились в 1950-х.
Патрульні машини чорні, з білими капотом, дахом та багажником. Зазвичай, верхня частина дверей теж була білою, але на нових автомобілях двері повністю чорні. На передній двері коричневим зображено територію штату Техас, над нею білим написано «Texas Department Public Safety» (укр. Департамент громадської безпеки Техасу). На бічних передніх панелях і на багажнику білим «State Trooper».
Дорожня поліція також використовує гелікоптери, бронетранспортери та човни. Тактична морська бригада має у своєму розпорядженні шість човнів, на яких вони патрулюють ріку Ріо-Гранде та прикордонні з Мексикою озера.
У 2012 було прийнято рішення замінити застарілі Ford Crown Victoria на Dodge Charger. Ford Explorer були закуплені для дорожньої поліції північного заходу Техасу.
Автомобілі:
- Ford Crown Victoria
- Dodge Charger
- Chevrolet Tahoe
- Ford Explorer

Мотоцикли:
- Harley-Davidson Road King (тільки в Остіні)

Літальні апарати:
- Eurocopter AS350
- Eurocopter EC-145
- Aero Commander 680V

Човни:
- Yellowfin Shallow Water Interceptor

Бронетранспортери:
- LENCO BearCat
- Humvee

## Обладнання
Офіцери озброєні пістолетами SIG-Sauer P226 з кулями .357 SIG. В 2013 році було оголошено, що почнеться перехід на пістолети Smith & Wesson M&P, через те, що в нього більший магазин. Але перехід було відкладено, коли були виявлені деякі функціональні неполадки.
Також на озброєнні стоять гвинтівка Colt M4 та дробовик Remington 870. Вся зброя є власністю штату і офіцери не мають право її перероблювати.
Поліцейські машини обладнані комп'ютерами Panasonic Toughbook та принтерами для штрафних квитанцій. На машинах встановлена сигнальна система Whelen Liberty або на старших машинах Whelen Freedom. Крім синьо-червоної блимавки, встановлені білі LED-світлодіоди спереду та ззаду.